# Cañada (Hidalgo)
Cañada es una localidad de México, localizada en el municipio de Mixquiahuala de Juárez en el estado de Hidalgo.

## Geografía
Se encuentra en la región geográfica del Valle del Mezquital; a la localidad le corresponden las coordenadas geográficas 20° 10’ 28.912” de latitud norte y 99° 11’ 17.989” de longitud oeste, con una altitud de 2017 m s. n. m. Cuenta con un clima semiseco templado.
En cuanto a fisiografía se encuentra en la provincia de la Eje Neovolcánico, dentro de la subprovincia de Sierras y Llanuras de Querétaro e Hidalgo; su terreno es de sierra y lomerío. En lo que respecta a la hidrología se encuentra posicionado en la región del Pánuco, dentro de la cuenca el río Moctezuma, y en la subcuenca del río Tula.

## Demografía
En 2020 registró una población de 1347 personas, lo que corresponde al 2.85 % de la población municipal. De los cuales 658 son hombres y 689 son mujeres.
| Gráfica de evolución demográfica de Cañada entre 1921 y 2020 |
|                                                              |
| Población registrada por los censos y conteos del INEGI.     |